# Удільне
Уді́льне (рос. Удельное, марій. Удельный) — присілок у складі Совєтського району Марій Ел, Росія. Входить до складу Вятського сільського поселення.

## Населення
Населення — 51 особа (2010; 40 у 2002).
Національний склад (станом на 2002 рік):
- росіяни — 50 %
- марі — 47 %